# Dopplereffekt

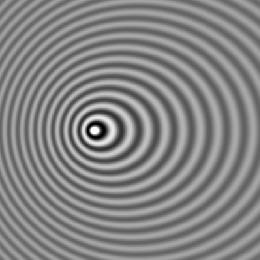
Ett objekt rör sig från höger till vänster medan det sänder ut vågrörelser. Våglängden blir kortare till vänster och längre till höger.

Illustration av Dopplereffekten och varför frekvensen mäts olika av en observatör när källan rör sig.

Dopplereffekt är ett fysikaliskt fenomen, som innebär en förändring av frekvensen (svängningstalet) hos en signal, till exempel ljud eller ljus, beroende på om källan närmar sig eller avlägsnar sig i förhållande till observatören.

## Allmänt
Först med att beskriva dopplereffekten var Christian Doppler 1842. Det allra lättast iakttagbara exemplet på dopplereffekten är ljudsirenerna på ambulanser eller polisbilar, som tycks minska i frekvens då de passerar observatören. Bland annat en dopplerradar använder sig av dopplereffekten.
Ett annat exempel på dopplereffekten är de frekvensförändringar (dvs färgförändringar), orsakade av stjärnornas rörelse relativt jorden, som gör det möjligt för astronomer att mäta deras hastighet. Detta gör det bland annat möjligt att upptäcka planeter kring näraliggande stjärnor. Detta på grund av att hastigheten varierar beroende på om planeternas tyngdkraft drar stjärnan mot oss eller från oss. En liknande effekt är den så kallade rödförskjutningen hos avlägsna stjärnor eller galaxer, som orsakas av att de avlägsnar sig från oss med hög hastighet på grund av universums utvidgning. Skillnaden i det fallet är att källan inte rör sig i förhållande till rymden utan att det är rymden själv som utvidgar sig. Detta brukar inte kallas dopplereffekt.

## Akustisk Dopplereffekt
För vågor i ett medium som luft eller vatten är formlerna för dopplereffektens frekvensförändring olika för fallet där källan rör sig och fallet där mottagaren rör sig i förhållande till mediet.
När mottagaren rör sig med en hastighet {\displaystyle v_{m}}bort från sändaren, passerar mottagaren färre vågfronter. Frekvensen är därför lägre och blir:
{\displaystyle f'=f-{\frac {v_{m}}{\lambda }}=f-{\frac {v_{m}f}{v}}=f\left(1-{\frac {v_{m}}{v}}\right)}
där {\displaystyle f'}är den frekvens som uppfattas av mottagaren, {\displaystyle f} frekvensen som sändaren skickar ut signalen med, {\displaystyle \lambda } våglängden och {\displaystyle v} hastigheten hos vågorna i mediet.
När källan rör sig bort från mottagaren med en hastighet {\displaystyle v_{s}}, blir avståndet mellan vågfronterna vid mottagaren större. Våglängden ser ut som
{\displaystyle \lambda '={\frac {v+v_{s}}{f}}}
så att 
{\displaystyle f'={\frac {v}{\lambda '}}={\frac {vf}{v+v_{s}}}=f\left({\frac {1}{1+{\frac {v_{s}}{v}}}}\right).}
Vid hastigheter som är låga i förhållande till vågornas utbredningshastighet ger båda formler ungefär samma svar.

## Relativistisk Dopplereffekt
För ljus och andra elektromagnetiska vågor spelar mediet ofta ingen roll. I vakuum beror frekvensförskjutningen endast på den relativa hastigheten mellan källa och mottagare. 
Ur en relativistisk synpunkt sitter mottagaren stilla i ett inertialsystem S' medan källan sitter stilla i ett inertialsystem S. Inertialsystemet S rör sig med hastigheten {\displaystyle v} relativt S, alltså rör sig källan med hastigheten {\displaystyle v} relativt mottagaren. Mottagaren uppfattar då att tiden går snabbare i sitt eget inertialsystem S' än i källans inertialsystem S. Om {\displaystyle \Delta t'} är ett tidsintervall i S' relateras det till motsvarande tidsintervall i S, {\displaystyle \Delta t}, enligt
{\displaystyle \Delta t'=\gamma \Delta t={\frac {\Delta t}{\sqrt {1-{\frac {v^{2}}{c^{2}}}}}}}
där {\displaystyle v} är källans hastighet relativt mottagaren, {\displaystyle c} är ljusets hastighet i vakuum och
{\displaystyle \gamma ={\frac {1}{\sqrt {1-{\frac {v^{2}}{c^{2}}}}}}}
är Lorentzfaktorn. Detta fenomen kallas för tidsdilatation.
Om källan sänder ut vågor med ljusets hastighet {\displaystyle c} är därför frekvensen som mottagaren tar emot vågor med
{\displaystyle f'=f{\frac {1}{\gamma }}{\frac {1}{1+{\frac {v_{r}}{c}}}}=f{\frac {\sqrt {1-{\frac {v^{2}}{c^{2}}}}}{1+{\frac {v_{r}}{c}}}}}
där {\displaystyle f} är frekvensen som källan sänder ut vågor med, {\displaystyle v} är källans hastighet relativt mottagaren, {\displaystyle v_{r}} är källans hastighet radiellt från mottagaren, {\displaystyle c} är ljusets hastighet och {\displaystyle \gamma } är Lorentzfaktorn. 
Om källan rör sig radiellt från mottagaren gäller att {\displaystyle v_{r}=v} och därmed att 
{\displaystyle f'=f{\frac {\sqrt {1-{\frac {v^{2}}{c^{2}}}}}{1+{\frac {v}{c}}}}=f{\frac {\sqrt {\left(1-{\frac {v}{c}}\right)\left(1+{\frac {v}{c}}\right)}}{1+{\frac {v}{c}}}}=f{\sqrt {\frac {1-{\frac {v}{c}}}{1+{\frac {v}{c}}}}}.}